# محمد رنجبر (مترجم)
محمد رنجبر پژوهشگر و مترجم حوزه فلسفه و علوم اجتماعی است. او از شاگردان احمد فردید بوده و مدیر نشر پرسش است.